# Lazzaro Pallavicino
Pour les articles homonymes, voir Pallavicino.
Lazzaro Pallavicino (né vers 1603 à Gênes, alors la république de Gênes, et mort le 21 avril 1680 à Rome) est un cardinal italien du XVIIe siècle.

## Biographie
Lazzaro Pallavicino est doyen des clercs de la chambre apostolique et préfet des Annona et des Grascia. Il est inquisiteur à Malte de mai 1718 à 1720. Le pape Clément IX le crée cardinal lors du consistoire du 29 novembre 1669. En 1670, il devient légat apostolique à Bologne.
Pallavicino participe au conclave de 1669-1670 (élection de Clément X) et au conclave de 1676 (élection d'Innocent XI).

## Sources
- Notices d'autorité :   - VIAF
  - IdRef
- Ressources relatives à la religion :   - Catholic Hierarchy
  - Cardinals of the Holy Roman Church